# 土師道良
土師 道良（はじ の みちよし、生没年不詳）は、奈良時代の官人・歌人。
土師氏の出身だが、父母の名は不詳。史生（ししょう）在職時に、越中守当時の大伴家持の邸宅で宴に参列して歌を詠んでいる（『万葉集』17-3955）。
- ぬば玉の夜は更けぬらし玉くしげ二上山に月かたぶきぬ（万葉集17-3955）[2]